# Catedral de Tampere

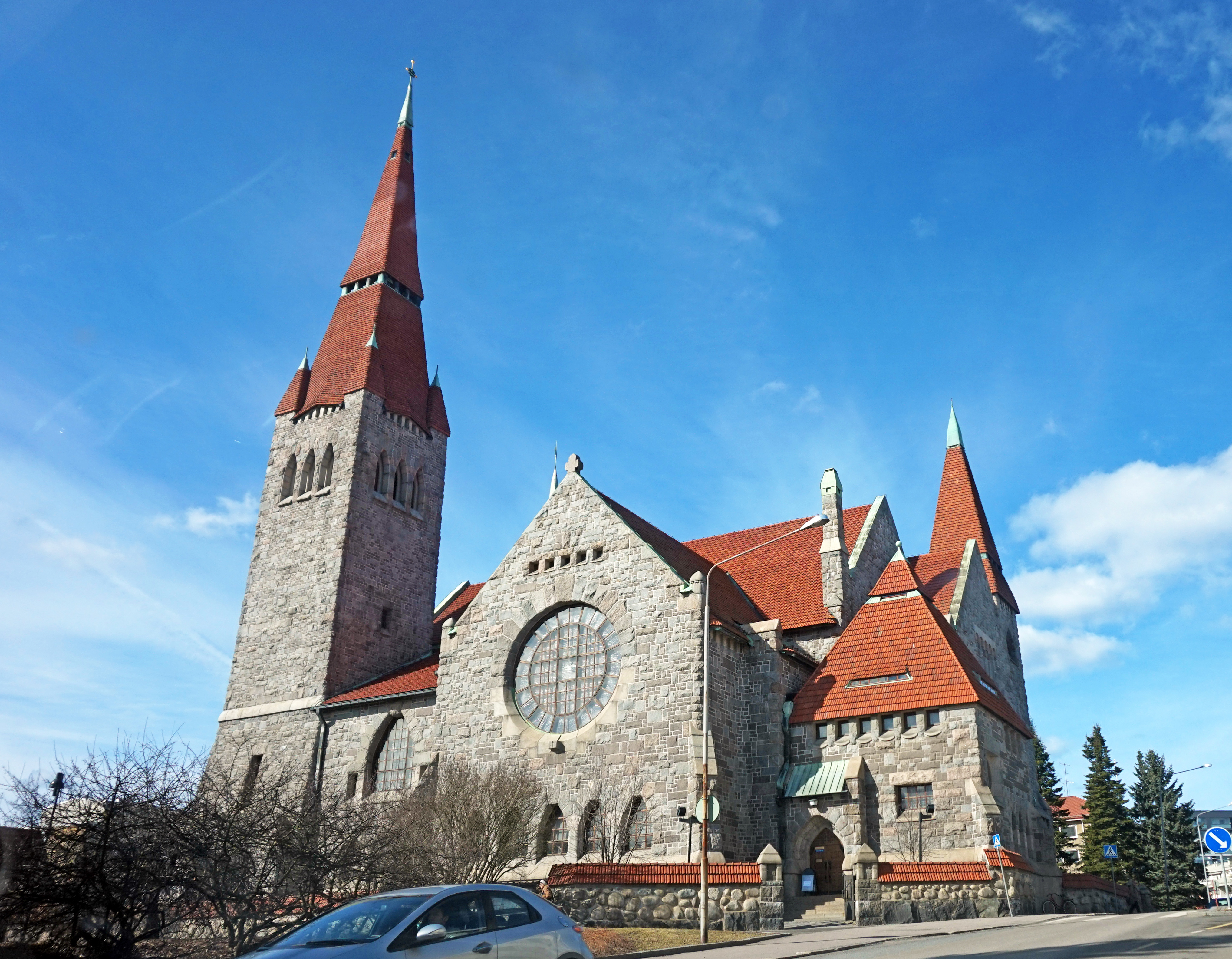
Catedral de Tampere

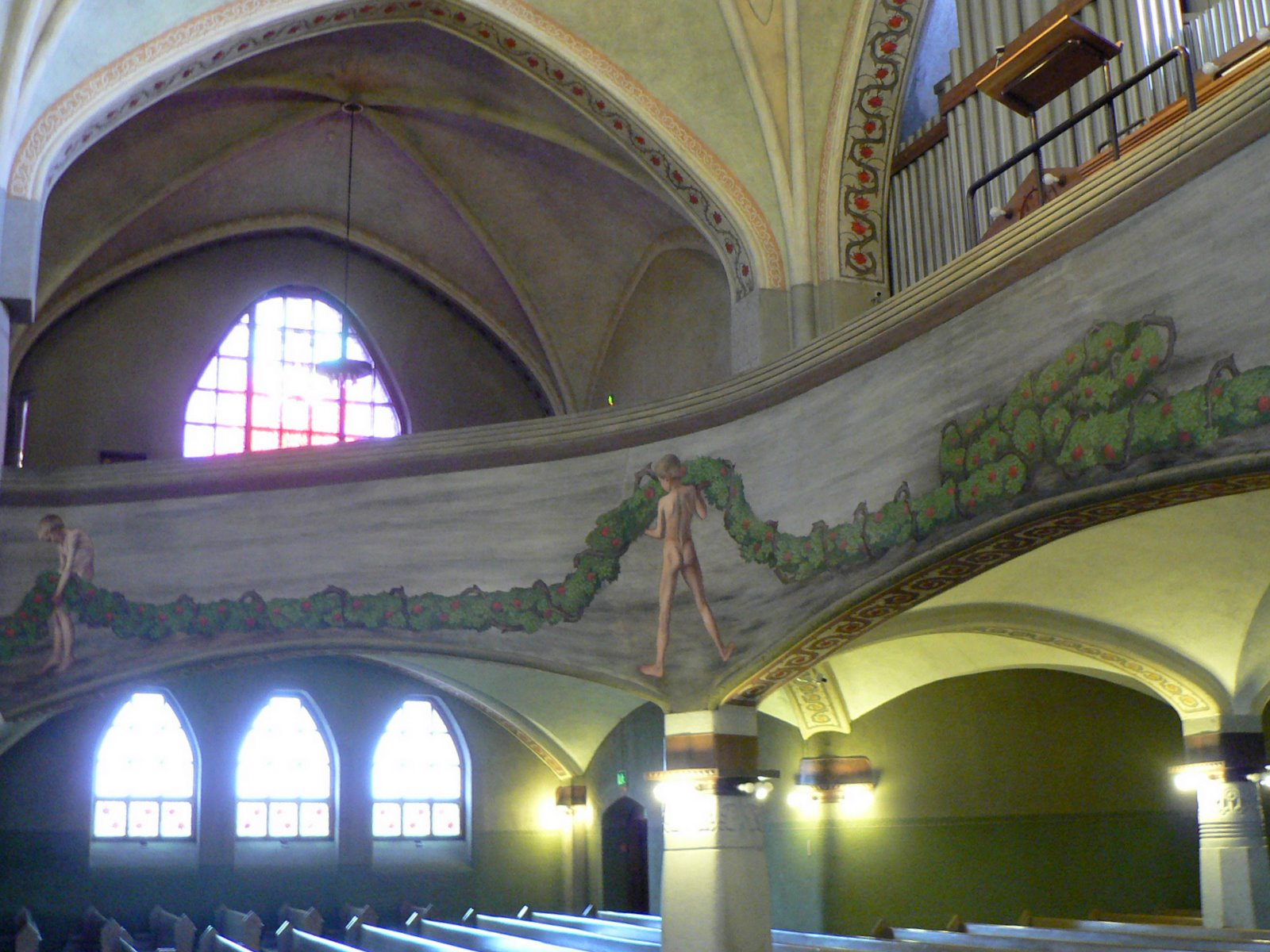
Interior del templo.

La catedral de Tampere (en finés Tampereen tuomiokirkko, en sueco Tammerfors domkyrka) es una iglesia situada en la ciudad finlandesa de Tampere, y es la sede de la Diócesis de Tampere de la Iglesia Evangélica Luterana de Finlandia. Fue diseñada por Lars Sonck y construida entre 1902 y 1907.
La catedral es famosa por sus frescos, que fueron realizados por el renombrado pintor simbolista Hugo Simberg entre 1905 y 1906. En su tiempo, las pinturas, entre las que se encuentran versiones de El ángel herido y El jardín de la muerte de Simberg, cosecharon fuertes críticas. Fue especialmente controvertida la representación de una serpiente alada en fondo rojo en el punto más alto del techo, calificada por sus contemporáneos como un símbolo del pecado y de la corrupción.